# 의회법
의회법(영어: Act of Congress)은 미국 의회에서 제정하는 법률이다. 법률은 개별 주체에게만 적용될 수도 있고(사법이라고 함) 일반 대중에게 적용될 수도 있다(공법). 법률안이 법률이 되기 위해서는 양원에서 과반수 통과를 거쳐 미국 대통령의 서명을 받거나, 의회가 회기 중일 때 10일(일요일 제외) 동안 서명되지 않은 채로 두거나, 대통령이 거부권을 행사한 경우 양원 모두 2⁄3의 의회 재의결을 받아야 한다.

## 공법, 사법, 지정

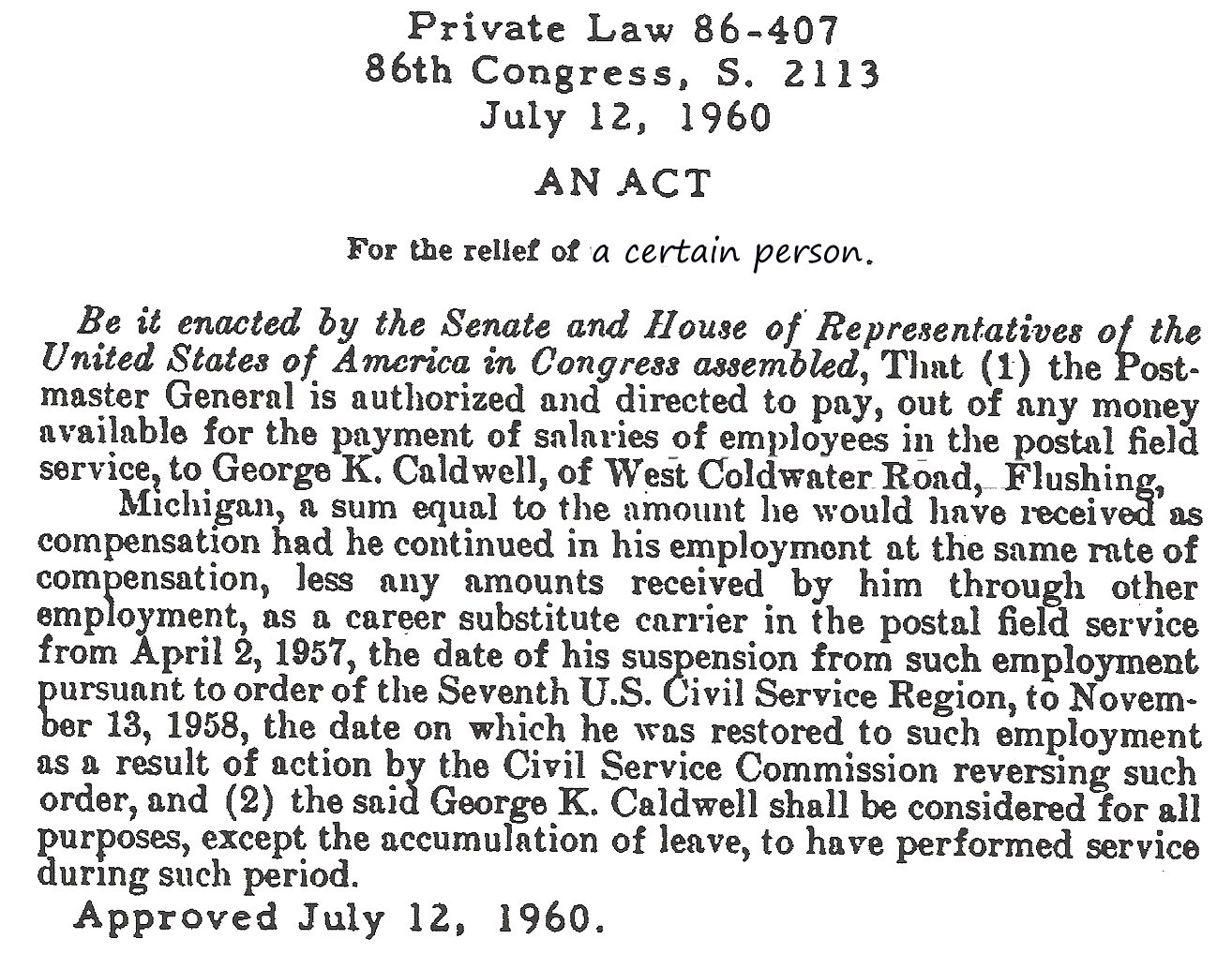
사법 86–407

미국에서 의회법은 일반 대중과 관련된 공법 또는 특정 기관이나 개인과 관련된 사법으로 지정된다. 1957년 이래로 모든 의회법은 "공법 X–Y" 또는 "사법 X–Y"로 지정되었는데, 여기서 X는 의회의 회기 번호이고 Y는 법안의 순차적인 순서(제정된 시점)를 나타낸다. 예를 들어, 공법 111–5(2009년 미국 경기부양법)는 제111차 미국 의회의 다섯 번째로 제정된 공법이었다. 공법은 또한 흔히 Pub. L. No. X–Y로 약칭된다.
이러한 두 종류의 법률이 제안될 때, 각각 공법안과 사법안이라고 불린다.

## 용법
"의회법"이라는 용어에서 사용되는 "법"이라는 단어는 고유 명사가 아니라 보통 명사이다. "법"이라는 단어의 대문자 표기(특히 이전에 전체 이름으로 언급된 법을 지칭하기 위해 단독으로 사용될 때)는 일부 사전 및 용법 권위자들에 의해 지양된다. 그러나 블루북은 특정 입법 행위를 지칭할 때 "Act"를 대문자로 표기해야 한다고 규정한다. 미국 법전은 "act"를 대문자로 표기한다.
"의회법"이라는 용어는 때때로 허가를 받는 것이 번거로운 일을 나타내기 위해 비공식적인 연설에서 사용되기도 한다. 예를 들어, "이 마을에서 건축 허가를 받는 것은 의회법을 통과시키는 것과 같다."

## 공포 (미국)
의회 양원에서 단순 과반수로 채택된 법률은 다음 방법 중 하나로 공포되거나 법적 효력을 갖게 된다.
1. 미국 대통령의 서명
2. 의회가 회기 중일 때 접수 후 10일(일요일 제외) 이내에 대통령의 불작위
3. 대통령이 거부권을 행사한 후 의회 회기 중 재고려 (대통령의 거부권을 무효화하려면 법안이 양원 모두에서 2⁄3의 다수결 투표를 받아야 한다.)

대통령은 처음 두 가지 방법으로 제정된 의회법을 공포한다. 세 번째 방법으로 법률이 제정된 경우, 법률을 마지막으로 재고려한 하원의 의장이 공포한다.
미국 헌법에 따라, 대통령이 기한이 만료되기 전에 법안이나 결의안을 의회에 이의를 제기하며 반환하지 않으면, 그 법안은 자동으로 법률이 된다. 그러나 이 기간이 끝날 때 의회가 휴회 중이면, 법안은 폐기되어 재고려될 수 없다 (보류거부 참조). 대통령이 의회가 회기 중일 때 법안이나 결의안을 거부하면, 재고려가 성공하려면 의회 양원의 3분의 2 찬성표가 필요하다.
법률을 공표하고 선포하는 의미에서의 공포는 대통령 또는 거부권 무효화의 경우 관련 의장이 미국 국립기록원에 법률을 전달함으로써 이루어진다. 국립기록원은 법률을 접수한 후 속보식 법전 및 회기별 법전으로 발행한다. 이후 변경 사항은 미국 법전에 게시된다.

## 사법 심사 및 합헌성
사법 심사 과정을 통해 헌법을 위반하는 의회법은 법원에 의해 위헌으로 선언될 수 있다. 의회법이 위헌이라는 사법 선언은 법률을 회기별 법전이나 미국 법전에서 제거하지 않으며, 오히려 법률이 집행되는 것을 막는다. 그러나 주석이 달린 법전과 법률 데이터베이스에 게시된 법률은 더 이상 유효한 법률이 아님을 나타내는 주석과 함께 표시된다.

## 같이 보기
- 입법
- 저명한 의회법 목록은 미국 연방 법률 목록을 참조한다.
- 미국 의회 절차
- 의회제정법
- 발효
- 연방 관보